# Vaccinium roseiflorum
Vaccinium roseiflorum är en ljungväxtart som beskrevs av J. J. Smith. Vaccinium roseiflorum ingår i Blåbärssläktet, och familjen ljungväxter. Inga underarter finns listade i Catalogue of Life.